# George William Marshall Findley
George William Marshall Findley, britanski general, * 1893, † 1952.